# Zerfällungskörper
Ein Zerfällungskörper ist in der Algebra, genauer in der Körpertheorie, ein möglichst kleiner Körper, in dem ein gegebenes Polynom in Linearfaktoren zerfällt. Ein Zerfällungskörper eines nichtkonstanten Polynoms existiert stets und ist bis auf Isomorphie eindeutig bestimmt. Der Zerfällungskörper ist eine normale Körpererweiterung des Koeffizientenkörpers eines Polynoms und, falls das Polynom separabel ist, sogar eine Galoiserweiterung. Ihre Galoisgruppe wird dann die Galoisgruppe des Polynoms genannt. Diese Begriffe lassen sich auf beliebige Familien von Polynomen verallgemeinern. In älterer Literatur werden häufig die Begriffe Wurzelkörper oder seltener Zerlegungskörper synonym verwendet und der Satz von seiner Existenz und Eindeutigkeit (bis auf Isomorphie) gelegentlich als Fundamentalsatz von Kronecker bezeichnet.

## Definition
Es sei {\displaystyle K} ein Körper und {\displaystyle f\in K[X]} ein nichtkonstantes Polynom mit Koeffizienten aus {\displaystyle K}. Ein Körper {\displaystyle L\supseteq K} heißt Zerfällungskörper von {\displaystyle f} (über {\displaystyle K}), wenn gilt:
- Das Polynom {\displaystyle f} zerfällt über {\displaystyle L} in Linearfaktoren, das heißt {\displaystyle f} lässt sich darstellen als

{\displaystyle f=c\cdot (X-\alpha _{1})\cdot \ldots \cdot (X-\alpha _{n})} mit {\displaystyle c\in K}, {\displaystyle \alpha _{1},\dotsc ,\alpha _{n}\in L}, und
- {\displaystyle L=K(\alpha _{1},\dotsc ,\alpha _{n})}, das heißt {\displaystyle L} wird durch Adjunktion der Nullstellen {\displaystyle \alpha _{1},\dotsc ,\alpha _{n}} erzeugt.

Ist allgemeiner {\displaystyle F=(f_{i})_{i\in I}} eine Familie von nichtkonstanten Polynomen aus {\displaystyle K[X]}, dann heißt ein Körper {\displaystyle L\supseteq K} Zerfällungskörper von {\displaystyle F}, wenn alle {\displaystyle f_{i}} über {\displaystyle L} in Linearfaktoren zerfallen und die Körpererweiterung {\displaystyle L/K} von den Nullstellen der {\displaystyle f_{i}} erzeugt wird.

## Existenz und Eindeutigkeit
Ist beispielsweise {\displaystyle f\in \mathbb {Q} [X]} ein Polynom mit rationalen Koeffizienten, dann ist die Existenz eines Zerfällungskörpers von {\displaystyle f} einfach zu zeigen: Nach dem Fundamentalsatz der Algebra zerfällt das Polynom im Körper {\displaystyle \mathbb {C} } der komplexen Zahlen in Linearfaktoren. Durch Adjunktion aller komplexen Nullstellen {\displaystyle \alpha _{1},\dotsc ,\alpha _{n}} von {\displaystyle f} erhält man {\displaystyle \mathbb {Q} (\alpha _{1},\dotsc ,\alpha _{n})} als einen Zerfällungskörper von {\displaystyle f} über {\displaystyle \mathbb {Q} }. Dieses Vorgehen lässt sich verallgemeinern: Mit Hilfe des Lemmas von Zorn kann gezeigt werden, dass es zu jedem beliebigen Körper {\displaystyle K} einen Erweiterungskörper {\displaystyle A} gibt, der algebraisch abgeschlossen ist, zum Beispiel den algebraischen Abschluss {\displaystyle {\overline {K}}} von {\displaystyle K}. Ist {\displaystyle F} eine beliebige Familie von Polynomen in {\displaystyle K[X]}, dann zerfällt jedes {\displaystyle f\in F} über {\displaystyle A} in Linearfaktoren. Der Durchschnitt aller Teilkörper von {\displaystyle A}, die {\displaystyle K} enthalten und in denen alle {\displaystyle f\in F} in Linearfaktoren zerfallen, ist dann der kleinste Erweiterungskörper von {\displaystyle K}, der alle Nullstellen der Polynome {\displaystyle f\in F} enthält, also ein Zerfällungskörper der Familie {\displaystyle F}.
Der Zerfällungskörper einer Familie {\displaystyle F\subseteq K[X]} ist bis auf {\displaystyle K}-Isomorphie eindeutig bestimmt. Das bedeutet: Sind {\displaystyle L} und {\displaystyle L'} zwei Zerfällungskörper von {\displaystyle F} über {\displaystyle K}, dann gibt es einen Körperisomorphismus {\displaystyle \varphi \colon L\to L'} mit {\displaystyle \varphi (x)=x} für alle {\displaystyle x\in K}.

## Konstruktion
Die Existenz eines Zerfällungskörpers eines Polynoms lässt sich auch ohne das Lemma von Zorn durch eine direkte Konstruktion zeigen. Wesentlich ist dabei die Aussage, dass für jedes nichtkonstante Polynom {\displaystyle f\in K[X]} ein Körper existiert, in dem {\displaystyle f} eine Nullstelle hat. Nach einer Idee von Leopold Kronecker (Satz von Kronecker) kann ein solcher Körper auf folgende Weise konstruiert werden: Es sei {\displaystyle g} ein irreduzibler Faktor von {\displaystyle f}. Dann ist das von {\displaystyle g} erzeugte Hauptideal {\displaystyle (g)=gK[X]} ein maximales Ideal in {\displaystyle K[X]} und folglich ist der Faktorring {\displaystyle K[X]/(g)} ein Körper. Für das Element
{\displaystyle {\overline {X}}=X+(g)\in K[X]/(g)}
gilt
{\displaystyle g({\overline {X}})=g(X)+(g)=0+(g)={\overline {0}}},
das heißt, {\displaystyle {\overline {X}}} ist eine Nullstelle von {\displaystyle g} und damit auch von {\displaystyle f}.
Die Existenz eines Zerfällungskörpers von {\displaystyle f\in K[X]} lässt sich nun leicht mit vollständiger Induktion nach dem Grad {\displaystyle n} von {\displaystyle f} zeigen:
- Für den Induktionsanfang {\displaystyle n=1} ist {\displaystyle K} selbst ein Zerfällungskörper von {\displaystyle f}.
- Für {\displaystyle n\geq 2} gibt es nach dem oben Gezeigten einen Erweiterungskörper {\displaystyle K'} von {\displaystyle K}, in dem {\displaystyle f} eine Nullstelle {\displaystyle \alpha } hat. In {\displaystyle K'} lässt sich {\displaystyle f} zerlegen als {\displaystyle f=(X-\alpha )\cdot h} mit einem Polynom {\displaystyle h\in K'[X]} vom Grad {\displaystyle n-1}. Nach Induktionsvoraussetzung hat {\displaystyle h} die Nullstellen {\displaystyle \alpha _{1},\dotsc ,\alpha _{n-1}} in einem Zerfällungskörper. Damit ist {\displaystyle K(\alpha ,\alpha _{1},\dotsc ,\alpha _{n-1})} ein Zerfällungskörper von {\displaystyle f}.

## Eigenschaften
- Der Zerfällungskörper {\displaystyle L} einer Familie {\displaystyle F\subseteq K[X]} ist im folgenden Sinne minimal: Ist {\displaystyle Z} ein Körper mit {\displaystyle K\subseteq Z\subseteq L}, so dass jedes Polynom {\displaystyle f\in F} über {\displaystyle Z} in Linearfaktoren zerfällt, dann gilt {\displaystyle Z=L}.

- Der Zerfällungskörper einer endlichen Menge {\displaystyle \{f_{1},\dotsc ,f_{k}\}} von Polynomen in {\displaystyle K[X]} ist gleich dem Zerfällungskörper des Produktpolynoms {\displaystyle f=f_{1}\cdot \ldots \cdot f_{k}}.

- Der Erweiterungsgrad {\displaystyle [L:K]} des Zerfällungskörpers eines Polynoms {\displaystyle f\in K[X]} vom Grad {\displaystyle n} ist ein Teiler von {\displaystyle n!}, insbesondere gilt {\displaystyle [L:K]\leq n!}. Wenn {\displaystyle f} über {\displaystyle K} irreduzibel ist, dann gilt {\displaystyle [L:K]\geq n}.

- Ist {\displaystyle L} Zerfällungskörper einer Familie {\displaystyle F\subseteq K[X]}, dann ist die Körpererweiterung {\displaystyle L/K} algebraisch und normal. Sind alle {\displaystyle f\in F} separabel, dann ist {\displaystyle L/K} eine separable Erweiterung, also sogar eine Galoiserweiterung.

## Beispiele
- Zerfällt ein Polynom {\displaystyle f\in K[X]} bereits über {\displaystyle K} in Linearfaktoren, dann ist trivialerweise {\displaystyle K} der Zerfällungskörper von {\displaystyle f}. Deshalb haben zum Beispiel die Polynome {\displaystyle X-3}, {\displaystyle X^{2}-4=(X-2)(X+2)} oder {\displaystyle (X+1)^{5}} aus {\displaystyle \mathbb {Q} [X]} alle {\displaystyle \mathbb {Q} } selbst als Zerfällungskörper.

- Das Polynom {\displaystyle f=X^{2}-2\in \mathbb {Q} [X]} zerfällt in {\displaystyle \mathbb {R} } in Linearfaktoren: {\displaystyle f=(X-{\sqrt {2}})(X+{\sqrt {2}})}. Der Zerfällungskörper von {\displaystyle f} ist also {\displaystyle \mathbb {Q} ({\sqrt {2}},-{\sqrt {2}})=\mathbb {Q} ({\sqrt {2}})}.

- Analog ist der Zerfällungskörper von {\displaystyle g=X^{2}+1\in \mathbb {Q} [X]} mit den komplexen Nullstellen {\displaystyle \mathrm {i} } und {\displaystyle \mathrm {-i} } der Körper {\displaystyle \mathbb {Q} (\mathrm {i} )}.

- Der Zerfällungskörper von {\displaystyle (X^{2}-2)(X^{2}+1)\in \mathbb {Q} [X]} ist demnach {\displaystyle \mathbb {Q} ({\sqrt {2}},\mathrm {i} )}.

- Das Polynom {\displaystyle X^{2}+1} aufgefasst als Polynom mit reellen Koeffizienten, also als Element von {\displaystyle \mathbb {R} [X]}, hat {\displaystyle \mathbb {R} (\mathrm {i} )=\mathbb {C} } als Zerfällungskörper. Das zeigt, dass die Angabe des Koeffizientenkörpers eines Polynoms für die Bestimmung seines Zerfällungskörpers wesentlich ist.

- Das Polynom {\displaystyle h=X^{3}-2\in \mathbb {Q} [X]} hat im Körper {\displaystyle \mathbb {Q} ({\sqrt[{3}]{2}})} eine Nullstelle, aber dieser Körper ist nicht der Zerfällungskörper von {\displaystyle h}, denn die beiden anderen Nullstellen {\displaystyle {\sqrt[{3}]{2}}e^{2\pi \mathrm {i} /3}} und {\displaystyle {\sqrt[{3}]{2}}e^{4\pi \mathrm {i} /3}} in {\displaystyle \mathbb {C} } sind nichtreell, können also nicht im reellen Teilkörper {\displaystyle \mathbb {Q} ({\sqrt[{3}]{2}})\subseteq \mathbb {R} } liegen. Der Zerfällungskörper von {\displaystyle h} ist {\displaystyle \mathbb {Q} ({\sqrt[{3}]{2}},e^{2\pi \mathrm {i} /3})}.

## Anwendungen
In der Galoistheorie werden die Nullstellen eines Polynoms {\displaystyle f\in K[X]} mit Hilfe seines Zerfällungskörpers {\displaystyle L} untersucht. Dazu wird der Körpererweiterung {\displaystyle L/K} eine Gruppe {\displaystyle \operatorname {Gal} (L/K)}, die Galoisgruppe, zugeordnet. Die Gruppe heißt die Galoisgruppe des Polynoms {\displaystyle f}. Nach dem Hauptsatz der Galoistheorie entsprechen die Untergruppen von {\displaystyle \operatorname {Gal} (L/K)} eindeutig den Zwischenkörpern {\displaystyle Z} mit {\displaystyle K\subseteq Z\subseteq L}. Auf diese Weise lassen sich zahlreiche klassische Probleme der Algebra lösen, etwa die Frage, welche Zahlen sich mit Zirkel und Lineal konstruieren lassen oder welche Polynomgleichungen sich durch Radikale auflösen lassen (siehe z. B. Satz von Abel-Ruffini).
Die Kreisteilungskörper sind spezielle Zerfällungskörper: Die komplexen Lösungen der Gleichung {\displaystyle z^{n}=1} mit {\displaystyle n\in \mathbb {N} } sind die {\displaystyle n}-ten Einheitswurzeln {\displaystyle \zeta _{n,k}=e^{2\pi \mathrm {i} k/n}} für {\displaystyle k=0,\dotsc ,n-1}. Der {\displaystyle n}-te Kreisteilungskörper {\displaystyle \mathbb {Q} (e^{2\pi \mathrm {i} /n})} ist also wegen {\displaystyle \zeta _{n,k}=(\zeta _{n,1})^{k}} der Zerfällungskörper des Polynoms {\displaystyle X^{n}-1\in \mathbb {Q} [X]}.
Auch die endlichen Körper lassen sich als Zerfällungskörper darstellen: Ist {\displaystyle p\in \mathbb {N} } eine Primzahl, dann ist der Restklassenring {\displaystyle \mathbb {Z} /p\mathbb {Z} } ein Körper und wird mit {\displaystyle \mathbb {F} _{p}} bezeichnet.
Für eine natürliche Zahl {\displaystyle n} hat das Polynom {\displaystyle f=X^{p^{n}}-X\in \mathbb {F} _{p}[X]} in einem algebraischen Abschluss genau {\displaystyle p^{n}} verschiedene Nullstellen. Der Zerfällungskörper von {\displaystyle f} ist dann ein Körper {\displaystyle \mathbb {F} _{p^{n}}} mit {\displaystyle p^{n}} Elementen. Man kann zeigen, dass sich auf diese Weise alle endlichen Körper erzeugen lassen.

### Ältere Literatur
- Wolfgang Krull: Elementare und klassische Algebra vom modernen Standpunkt. Band I (= Sammlung Goeschen. Band 930). Walter de Gruyter & Co, Berlin 1952 (136 S.).